# Denis Prychynenko
Denis Prychynenko (Potsdam, 17 de febrero de 1992) es un futbolista alemán. Juega de centrocampista y su equipo es el Patro Eisden Maasmechelen de la Segunda División de Bélgica. 

## Clubes
| Club                        | País     | Año       |
| --------------------------- | -------- | --------- |
| Heart of Midlothian F. C.   | Escocia  | 2011-2013 |
| Raith Rovers F. C. (cedido) | Escocia  | 2011      |
| F. C. Sevastopol            | Ucrania  | 2013-2014 |
| CSKA Sofia                  | Bulgaria | 2014-2015 |
| F. C. Union Berlin          | Alemania | 2015-2016 |
| White Star Bruxelles        | Bélgica  | 2016      |
| K. Beerschot V. A.          | Bélgica  | 2016-2021 |
| K. M. S. K. Deinze          | Bélgica  | 2021-2024 |
| K. S. C. Lokeren-Temse      | Bélgica  | 2024-2025 |
| Patro Eisden Maasmechelen   | Bélgica  | 2025-     |

## Palmarés

### Campeonatos nacionales
| Título          | Club                      | País    | Año  |
| --------------- | ------------------------- | ------- | ---- |
| Copa de Escocia | Heart of Midlothian F. C. | Escocia | 2012 |